# OpenH264
OpenH264は，H.264/MPEG-4 AVC形式のビデオストリームをリアルタイムにエンコードおよびデコードするためのライブラリ、自由ソフトウェアである。 BSDライセンスでリリースされている。

## 歴史

### 無料で利用できるバイナリへの移行
2013年10月30日、シスコシステムズ（以下シスコ）のローワン・トロロープは、シスコがH.264 ビデオコーデックであるOpenH264のバイナリとソースコードの両方を簡易BSDライセンスで公開し、シスコのプリコンパイルされたバイナリを使用したソフトウェアプロジェクトに対しては、その使用料をすべてMPEG LA自身に支払う（つまり、シスコのOpenH264の「バイナリ」は無料で使用できる）と発表した。
現在のサポートするCPUアーキテクチャはx86とARM、現在サポートされているOSはLinux、Windows XP以降、Mac OS X、Androidである。
iOSはインターネットからバイナリをダウンロードしてインストールすることができないため、サポートされていない。
OpenH264のソースコードは2013年10月にはすでに存在し、シスコ製品の内部で使用されていたが、シスコはOpenH264コーデックをすぐには公開しなかった。2か月後に発表された理由は、オープンソース化が意図されていない他のシスコ社内で作成されたコードへの依存関係を切り離し、同じコードを使用している他のシスコ製品を危険にさらす可能性のあるゼロデイ攻撃がないことを確認し、必要な法的手続きがすべて完了していることを確認する必要があったからだと説明している。
シスコは、2013年12月9日にOpenH264のソースコードを公開した。

### Firefoxでの対応
また、シスコが無料で利用可能と発表した2013年10月30日には、Mozillaのブレンダン・アイクが、「Firefoxの将来のバージョンでシスコのバイナリを使用し、プラットフォームでH.264コーデックが利用できないFirefoxにH.264のサポートを追加する」と書いている。 2014年10月、MozillaはOpenH264をサポートする最初のメジャーリリースとなる「Firefox 33」を発表した。

## 機能
OpenH264は、WebRTCのようなリアルタイムに映像をエンコード・デコードする必要があるアプリケーションで使用することを想定している。

## その他
- MPEG-4 - 映像、音声、字幕、インタラクションなど様々なMPEGフォーマットの規格。
- オープンソースのコーデックとコンテナフォーマット一覧